# Eristalinus sepulchralis
Espèce
Eristalinus sepulchralis est une espèce d'insectes diptères de la famille des Syrphidae et de la  sous-famille des Eristalinae.